# Billy Wilder
Samuel Wilder (Sucha, Imperi Austrohongarès, 22 de juny del 1906 - Hollywood, Estats Units, 27 de març del 2002), més conegut com a Billy Wilder, va ser un director de cinema i guionista estatunidenc d'origen austríac.

## Biografia[2][3]
Va nàixer a la ciutat de Sucha, una zona de Polònia que llavors formava part de l'Imperi austrohongarès. La família es traslladà a Viena pocs anys després, així que Wilder va passar la seua infància i la seua joventut a Àustria.
La seva vida creativa començà allí. El seu primer treball va ser com a cronista en el periòdic austríac Juranek. Va brillar en la seva feina i de seguida es va guanyar la fama de perseguir els seus temes amb obstinació.
El juny de 1926, Wilder va viatjar a Berlín, convidat pel músic de jazz Paul Whiteman, i es va quedar allà. Va continuar treballant com a cronista a Berlín, havent d'alternar esta ocupació amb d'altres per a sobreviure. Allí es va aficionar al cinema, després de veure diverses pel·lícules que el van impressionar profundament. Una d'aquestes va ser El cuirassat Potemkin, de Serguei Eisenstein.
La seva gran imaginació el va portar cap a l'elaboració de guions. El 1929 va començar a treballar per a la UFA, la creixent indústria cinematogràfica alemanya, gràcies a la qual va conèixer els grans directors del moment. Gràcies a la gran productivitat de l'època, va poder firmar una quinzena de pel·lícules mentre que la seva reputació va anar en augment, coincidint amb la proximitat de la guerra.
Després de la pujada al poder d'Adolf Hitler, l'any 1933, Wilder es va veure obligat a abandonar Berlín a causa de la seua ascendència jueva. Sa mare moriria en els camps de concentració d'Auschwitz. Va estar a París, on va dirigir la seva primera pel·lícula, Mauvaise graine (1934). Des d'allí, es va traslladar als Estats Units juntament amb l'actor Peter Lorre. Wilder i Lorre van compartir apartament, fam i moments molt difícils durant una temporada. Wilder va passar a formar part del grup de refugiats europeus que van canviar la història del cinema. Entre ells destaquen Fred Zinnemann, Otto Preminger o Douglas Sirk, conegut com el gran mestre del melodrama americà.
Allí va començar a treballar com a guionista per a la Paramount, i va tenir l'ocasió de col·laborar amb grans directors com William Dieterle, Raoul Walsh, Howard Hawks o Ernst Lubitsch, el seu gran mestre, que havia arribat a Amèrica amb anterioritat. Va col·laborar amb el seu mentor a Bluebeard's Eight Wife (1938) i Ninotchka (1938). El dia del seu funeral va dir: "Ens hem quedat sense Lubitsch. Pitjor encara, ens hem quedat sense les pel·lícules de Lubitsch".
Com a guionista, Wilder va escriure 60 pel·lícules. Com a director, va realitzar 26 pel·lícules. Va ser guardonat amb set Oscar després d'haver estat nominat en 21 ocasions.
Durant la seva etapa de guionista, Wilder es va crear un cert renom dins la indústria de Hollywood i aviat va dirigir la seva primera pel·lícula a Amèrica, El superior i la menor, l'any 1942. Va crear el guió d'aquesta juntament amb el seu gran primer col·laborador, Charles Brackett, amb qui va treballar-hi més de deu anys.
Al seu debut com a director, Wilder aplica tot allò après amb els grans mestres de la comèdia. L'any següent, però, roda Five Graves to Cairo (1934), canviant totalment de registre amb un thriller ambientat en el conflicte bèl·lic que convulsava el món d'aquella època.
A continuació dirigeix Double Indemnity (1944), un excel·lent exemple de cinema negre basat en la novel·la de James M. Cain que es convertiria en el seu primer èxit. En aquest film hi trobem l'actor Fred MacMurray, que encarna un venendor de pòlisses d'assegurances, que s'alia amb Barbara Stanwyck, el típic prototip de femme fatale, per eliminar el marit d'aquesta i així cobrar els diners. El guió, co-escrit amb Raymond Chandler, fa palès a la teoria de Borwell de que "el cinema negre és el gènere menys clàssic de tots". Presenta el recorregut de forma retrospectiva, com si es tractés d'un flashback, inspirant-se en la pel·lícula M, el vampir de Düsseldorf (1931) dirigida per Fritz Lang, fent això en forma de confessió. També inclou de veu en off i, gràcies a aquests dos recursos trenca en certa manera amb els cànons del classicisme de transparència i linealitat.
Wilder va obtenir el seus primers Oscars amb Dies perduts (1945) per millor pel·lícula, millor direcció i millor guió adaptat, un altre cop amb Brackett com a coguionista. El públic, però, que acabava de sortir de la Segona Guerra Mundial, no estava preparat per l'excés de realisme amb què Ray Milland portava a la pantalla gran els problemes d'alcoholisme i potser buscava temes menys transcendents. La pel·lícula va ser un fracàs comercial.
Per les seves dues obres següents, Wilder va tornar a la comèdia amb The Emperor Waltz i A Foreign Affair, totes dues de 1948.
Dos anys més tard, va tornar amb la que molts consideren la seva millor obra, Sunset Boulevard (1950), obrint la dècada dels anys 50 a Hollywood. Tot i les discrepàncies sobre el gènere de la pel·lícula, té trets característics del gènere negre: el principal mòbil de la trama ens explica l'afer d'un crim i el cos principal de l'acció transcorre en un gran flashback (igual que ja havia fet anteriorment); la veu en off també hi és present en forma de monòleg interior molt cínic i irònic. En la pel·lícula, manierista, està plena de dispositius metalingüístics i reminiscències i jocs de mirall als passat anys 20, època que la protagonista Norma Desmond -interpretada per Gloria Swanson- enyora i recorda amb melancolia, pràcticament interpretant-se a ella mateixa com a antiga estrella del cinema mut. Personatges com Erich von Stroheim o Buster Keaton apareixen també en aquest film.
Aquesta va ser la seva última col·laboració amb Charles Brackett. Després va treballar amb altres col·laboradors a Ace in the Hole (1951), Stalag 17 (1953), la comèdia Sabrina (pel·lícula de 1954) amb Humphrey Bogart i Audrey Hepburn i, per acabar, The Seven Year Itch (1955), amb la qual va crear la icònica imatge de Marilyn Monroe amb la faldilla aixecada en una de les boques de ventilació del metro de Nova York.
L'any 1957 va ser decisiu per la carrera de Wilder. Va rodar tres pel·lícules: L'esperit de St. Louis, Ariane i Witness for the Prosecution, però el més important va ser que començà a treballar amb I.A.L. Diamond, amb qui col·laboraria fins l'última de les seves pel·lícules. A partir d'aquí, Wilder començaria la seva etapa més còmica, que no abandonaria excepte en comptades ocasions.
Some Like It Hot (1959) ha estat elegida en múltiples ocasions com la millor comèdia de la història del cinema. Wilder va gosar a transvestir dos homes -Tony Curtis i Jack Lemmon- com a dones durant els conservadors anys 50, fet que va contrastar amb l'exuberància femenina de Marilyn Monroe. Per la seva banda, amb L'apartament va arribar a la seva cúspide pel que fa al guió, obtenint un total de cinc Oscars.Per a totes dues pel·lícules va comptar amb Lemmon, qui es convertiria en fetitxe per a ell.
L'etapa continua amb Un, dos, tres, Irma la douce, Kiss Me, Stupid, i The Fortune Cookie, l'última de les seves obres majors.
La vida privada de Sherlock Holmes és un exemple pel·lícula no còmica d'aquesta etapa de Wilder, i va seguida de Avanti (1972), The Front Page i Fedora (1978).
El 1981, va dirigir la seua última pel·lícula, Buddy, Buddy. A partir de llavors, les companyies asseguradores ja no volien assegurar pel·lícules seues a causa de la seua avançada edat. Va morir 21 anys més tard, a l'edat de 95 anys en la seua residència de Beverly Hills, a causa d'una pneumònia.
En una entrevista publicada el 1952, Wilder va enumerar les seues deu pel·lícules favorites:
- El cuirassat Potemkin (Serguei Eisenstein) (1925)
- Greed (Erich von Stroheim) (1923)
- Varieté (Charles Dupont) (1925)
- La quimera de l'or (Charles Chaplin) (1924)
- I el món marxa (King Vidor) (1928)
- La Grande Illusion (Jean Renoir) (1937)
- El delator (John Ford) (1935)
- Ninotchka (Ernst Lubitsch) (1939)
- Els millors anys de la nostra vida (William Wyler) (1946)
- El lladre de bicicletes (Vittorio de Sica) (1948)

## Filmografia
| Any  | Pel·lícula                                                               | Com      | Com       | Com       |
| Any  | Pel·lícula                                                               | Director | Guionista | Productor |
| ---- | ------------------------------------------------------------------------ | -------- | --------- | --------- |
| 1929 | Der Teufelsreporter                                                      |          | Sí        |           |
| 1930 | Menschen am Sonntag                                                      |          | Sí        |           |
| 1930 | Ein Burschenlied aus Heidelberg                                          |          | Sí        |           |
| 1931 | Der Mann, der seinen Mörder Sucht                                        |          | Sí        |           |
| 1931 | Ihre Hoheit befiehlt                                                     |          | Sí        |           |
| 1931 | Der falsche Ehemann                                                      |          | Sí        |           |
| 1931 | Ihre Hoheit befiehlt                                                     |          | Sí        |           |
| 1931 | Princesse, à vos ordres!                                                 |          | Sí        |           |
| 1931 | Emil und die Detektive                                                   |          | Sí        |           |
| 1932 | Un peu d'amour                                                           |          | Sí        |           |
| 1932 | Happily Ever After                                                       |          | Sí        |           |
| 1932 | Der Sieger                                                               |          | Sí        |           |
| 1932 | Es war einmal ein Walzer                                                 |          | Sí        |           |
| 1932 | Ein blonder Traum                                                        |          | Sí        |           |
| 1932 | Scampolo, ein Kind der Strasse                                           |          | Sí        |           |
| 1932 | Das Blaue von Himmel                                                     |          | Sí        |           |
| 1933 | Was Frauen träumen                                                       |          | Sí        |           |
| 1933 | Madame wünscht keine Kinder                                              |          | Sí        |           |
| 1933 | Adorable                                                                 |          | Sí        |           |
| 1934 | One Exciting Adventure                                                   |          | Sí        |           |
| 1934 | Music in the Air                                                         |          | Sí        |           |
| 1934 | Mauvaise Graine                                                          | Sí       | Sí        |           |
| 1935 | Under Pressure                                                           |          | Sí        |           |
| 1935 | The Lottery Lover                                                        |          | Sí        |           |
| 1937 | Champagne Waltz                                                          |          | Sí        |           |
| 1938 | Bluebeard's Eighth Wife                                                  |          | Sí        |           |
| 1938 | That Certain Age                                                         |          | Sí        |           |
| 1939 | Midnight                                                                 |          | Sí        |           |
| 1939 | What a Life                                                              |          | Sí        |           |
| 1939 | Ninotchka                                                                |          | Sí        |           |
| 1940 | Rhythm on the River                                                      |          | Sí        |           |
| 1940 | Aixeca't, amor meu (Arise, My Love)                                      |          | Sí        |           |
| 1941 | Hold Back the Dawn                                                       |          | Sí        |           |
| 1941 | Bola de foc (Ball of Fire)                                               |          | Sí        |           |
| 1942 | El superior i la menor (The Major and the Minor)                         | Sí       | Sí        |           |
| 1943 | Five Graves to Cairo                                                     | Sí       | Sí        |           |
| 1944 | Double Indemnity                                                         | Sí       | Sí        |           |
| 1945 | Dies perduts (The Lost Weekend)                                          | Sí       | Sí        |           |
| 1945 | Death Mills                                                              | Sí       |           |           |
| 1947 | The Bishop's Wife                                                        |          | Sí (*)    |           |
| 1948 | Neix una cançó (A Song Is Born)                                          |          | Sí        |           |
| 1948 | The Emperor Waltz                                                        | Sí       | Sí        |           |
| 1948 | A Foreign Affair                                                         | Sí       | Sí        |           |
| 1950 | Sunset Boulevard                                                         | Sí       | Sí        |           |
| 1951 | Ace in the Hole                                                          | Sí       | Sí        | Sí        |
| 1953 | Stalag 17                                                                | Sí       | Sí        | Sí        |
| 1954 | Sabrina                                                                  | Sí       | Sí        | Sí        |
| 1955 | The Seven Year Itch                                                      | Sí       | Sí        | Sí        |
| 1957 | L'esperit de St. Louis (The Spirit of St. Louis)                         | Sí       | Sí        |           |
| 1957 | Love in the Afternoon                                                    | Sí       | Sí        | Sí        |
| 1957 | Testimoni de càrrec (Witness for the Prosecution)                        | Sí       | Sí        |           |
| 1959 | Ningú no és perfecte (Some Like it Hot)                                  | Sí       | Sí        | Sí        |
| 1960 | La quadrilla dels onze (Ocean's Eleven)                                  |          | Sí (*)    |           |
| 1960 | L'apartament (The Apartment)                                             | Sí       | Sí        | Sí        |
| 1961 | Un, dos, tres (One, Two, Three)                                          | Sí       | Sí        | Sí        |
| 1963 | Irma, la douce (Irma la Douce)                                           | Sí       | Sí        | Sí        |
| 1964 | Fes-me un petó, ximplet (Kiss Me, Stupid)                                | Sí       | Sí        | Sí        |
| 1966 | Un cop de sort (The Fortune Cookie)                                      | Sí       | Sí        | Sí        |
| 1967 | Casino Royale                                                            |          | Sí (*)    |           |
| 1970 | La vida privada de Sherlock Holmes (The Private Life of Sherlock Holmes) | Sí       | Sí        | Sí        |
| 1972 | Què va passar entre el meu pare i la teva mare? (Avanti!)                | Sí       | Sí        | Sí        |
| 1974 | The Front Page                                                           | Sí       | Sí        |           |
| 1978 | Fedora                                                                   | Sí       | Sí        | Sí        |
| 1981 | Buddy Buddy                                                              | Sí       | Sí        |           |

(*) = No surt en els crèdits.

## Guardons[14]

### Premis
- 1946: Oscar al millor director per The Lost Weekend
- 1946: Oscar al millor guió adaptat per The Lost Weekend, compartit amb Charles Brackett
- 1946: Globus d'Or al millor director per The Lost Weekend
- 1946: Gran Premi al Festival Internacional de Cinema de Canes per The Lost Weekend
- 1951: Oscar al millor guió adaptat per Sunset Boulevard, compartit amb Charles Brackett i D.M. Marshman Jr.
- 1951: Globus d'Or al millor director per Sunset Boulevard
- 1951: Premi Internacional al Festival Internacional de Cinema de Venècia per Ace in the Hole
- 1961: Oscar a la millor pel·lícula per The Apartment
- 1961: Oscar al millor director per The Apartment
- 1961: Oscar al millor guió original per The Apartment, compartit amb I.A.L. Diamond
- 1961: BAFTA a la millor pel·lícula per The Apartment
- 1972: Lleó d'Or per la carrera al Festival Internacional de Cinema de Venècia
- 1975: David di Donatello al millor director estranger per The Front Page
- 1982: Fotogramas de Plata a la millor pel·lícula estrangera per Fedora, juntament amb Atlantic City
- 1988: Premi Irving G. Thalberg
- 1993: Os d'Or honorari al Festival Internacional de Cinema de Berlín

### Nominacions
- 1940: Oscar al millor guió adaptat per Ninotchka, compartit amb Charles Brackett i Walter Reisch
- 1942: Oscar al millor guió original per Bola de foc, compartit amb Thomas Monroe
- 1942: Oscar al millor guió adaptat per Hold Back the Dawn, compartit amb Charles Brackett
- 1945: Oscar al millor director per Double Indemnity
- 1945: Oscar al millor guió adaptat per Double Indemnity, compartit amb Raymond Chandler
- 1949: Oscar al millor guió adaptat per A Foreign Affair, compartit amb Charles Brackett i Richard L. Breen
- 1951: Oscar al millor director per Sunset Boulevard
- 1951: Globus d'Or al millor guió per Sunset Boulevard, compartit amb Charles Brackett i D.M. Marshman Jr.
- 1951: Lleó d'Or al Festival Internacional de Cinema de Venècia per Ace in the Hole
- 1952: Oscar al millor guió adaptat per Ace in the Hole, compartit amb Lesser Samuels i Walter Newman
- 1954: Oscar al millor director per Stalag 17
- 1955: Oscar al millor director per Sabrina
- 1955: Oscar al millor guió original per Sabrina, compartit amb Samuel A. Taylor i Ernest Lehman
- 1955: Globus d'Or al millor guió per Sabrina, compartit amb Samuel A. Taylor i Ernest Lehman
- 1958: Oscar al millor director per Witness for the Prosecution
- 1958: Globus d'Or al millor director per Witness for the Prosecution
- 1960: Oscar al millor director per Some Like It Hot
- 1960: Oscar al millor guió adaptat per Some Like It Hot, compartit amb I.A.L. Diamond
- 1960: BAFTA a la millor pel·lícula per Some Like It Hot
- 1960: Lleó d'Or al Festival Internacional de Cinema de Venècia per The Apartment
- 1961: Globus d'Or al millor director per The Apartment
- 1967: Oscar al millor guió original per The Fortune Cookie, compartit amb I.A.L. Diamond
- 1973: Globus d'Or al millor director per Avanti!
- 1973: Globus d'Or al millor guió per Avanti!, compartit amb I.A.L. Diamond